# Fritiof Björkén
Hans Fritiof Björkén, född 3 januari 1991, är en svensk fotbollsspelare.

## Karriär
Björkéns moderklubb är Lunds BK. Inför säsongen 2015 värvades Björkén av Östers IF, där han skrev på ett treårskontrakt.
I november 2017 värvades Björkén av IF Brommapojkarna, där han skrev på ett tvåårskontrakt. Den 9 december 2019 värvades Björkén av Trelleborgs FF, där han skrev på ett treårskontrakt. Björkén gjorde tre mål och en assist på 29 matcher i Superettan 2022. I november 2022 förlängde han sitt kontrakt med två år. Efter säsongen 2024 lämnade Björkén klubben i samband med att hans kontrakt gick ut.